# مری وینبرگ
مری وینبرگ (انگلیسی: Mary Wineberg؛ زادهٔ ۳ ژانویه ۱۹۸۰) دونده اهل ایالات متحده آمریکا بود.
وی در مسابقات کشوری و بین‌المللی در مجموع برندهٔ ۱ مدال طلا شده‌است.